# Paul Hatry
Paul Hatry (* 29. Oktober 1929 in Frankfurt am Main; † 16. August 2010) war ein belgischer Universitätsprofessor und Politiker der Mouvement Réformateur (MR). Hatry, ehemaliger Professor an der Université Libre de Bruxelles (ULB), der als Experte für Energiefragen galt und Ehrenvorsitzender der belgischen Ölförderungsvereinigung war, gehörte lange Zeit dem Senat an und hatte in den 1980er Jahren die Ämter des Finanzministers und später des Ministers der Brüsseler Region inne. Auf lokaler Ebene war er bis 2000 Mitglied des Brüsseler Gemeinderates.

## Leben
Paul Hatry studierte Wirtschaftswissenschaften an der Solvay Business School (SBS) in Brüssel und an der Université Libre de Bruxelles (ULB) und machte seinen Abschluss im Jahr 1952. Daraufhin verbrachte er drei Jahre innerhalb der Organisation für europäische wirtschaftliche Zusammenarbeit (OEEC) (Vorgängerin der OECD).
Bei seiner Rückkehr nach Belgien erhielt er eine Stelle im Centre d’Etudes Paul Hymans, dem Studienzentrum der damaligen Liberalen Partei (Vorgängerin der heutigen MR) (1956 bis 1961). Von dort aus gelang ihm der Sprung als Berater im Kabinett des Ministers für Wirtschaftsangelegenheiten und des Minister-Unterstaatssekretärs für Energie (1958 bis 1961). Dies ermöglichte ihm, ab 1961 bis 1988 als geschäftsführender Verwalter und Generaldirektor die Geschicke der Fédération pétrolière belge (belgische Ölförderungsvereinigung) zu lenken und diese durch die Ölkrisen der 1970er Jahre zu lenken. Gleichzeitig belegte Hatry auch Management-Stellen in zahlreichen anderen internationalen Konzernen. In seiner Eigenschaft als Experte für Energiefragen war er von 1978 bis 1982 Mitglied des Europäischen Wirtschafts- und Sozialausschusses (EWS) und dort Vorsitzender des Ausschusses für Energie und Atomenergie sowie Vorsitzender des Büros für Energiepolitik der Union of Industrial and Employers’ Confederation of Europe (UNICE) (Vorgängerin von Businesseurope). 
Zudem war Hatry von 1958 bis 1995, dem Jahr seiner Emeritierung, Dozent und Professor für angewandte Wissenschaften an der SBS und an der ULB.
Seinen Einstieg in die Politik erlebte er im Jahr 1980, als er den aus gesundheitlichen Gründen zurückgetretenen Robert Henrion (PRL) als Finanzminister in der kurzlebigen Regierung Martens III unter Wilfried Martens (CVP) ersetzte. Von 1983 bis 1985 war er Minister der Brüsseler Region in der Regierung Martens V. Im Jahr 1981 wurde er in den Senat gewählt, wo er den Vorsitz verschiedener Ausschüsse (wie z. B. von 1995 bis 1999 den Ausschuss für Finanz- und Wirtschaftsangelegenheiten) innehatte, und konnte dieses Amt durchgehend bis 1999 verteidigen.
Auf lokaler Ebene war Hatry bis 2000 Mitglied des Brüsseler Gemeinderates.
Bis zu seinem Tod am 16. August 2010 war Paul Hatry noch als Berater für den belgischen Finanzminister Didier Reynders (MR) tätig.

## Ehrungen
Paul Hatry wurden zahlreiche Ehrungen zuteil. So war Großkreuz des belgischen Ordens Leopolds II. und des Kronenordens sowie Großoffizier des Leopoldsordens. Er war ebenfalls Träger internationaler Auszeichnungen, wie zum Beispiel (Auswahl) Großkreuz des deutschen Bundesverdienstkreuzes und des Großen Silbernen Ehrenzeichens am Bande für Verdienste um die Republik Österreich, Großoffizier des Verdienstordens der Italienischen Republik und des brasilianischen Ordens vom Kreuz des Südens, Kommandeur der französischen Ehrenlegion und des niederländischen Ordens von Oranien-Nassau sowie zahlreicher Orden weiterer europäischer und südamerikanischer Länder.
Paul Hatry war ebenfalls Honorarkonsul von Kolumbien in Brüssel.

## Übersicht der politischen Ämter
- 1980: Minister für Finanzen in der Regierung Martens III
- 1981–1999: Senator (teilweise verhindert)
- 1983–1985: Minister der Brüsseler Region in der Regierung Martens V
- 1983–2000: Mitglied des Gemeinderates in Brüssel
- 1985–1991: Mitglied des Rates der Französischen Gemeinschaft